# Oumaima El-Bouchti
Oumaima El-Bouchti, född 7 oktober 2000 i Benslimane, är en marockansk taekwondoutövare. 

## Karriär

### 2018–2019
I maj 2018 vid afrikanska mästerskapen i Agadir tog El-Bouchti guld i 53 kg-klassen efter att ha besegrat tunisiska Rahma Ben Ali i finalen. Följande månad tog hon brons i 49 kg-klassen vid medelhavsspelen i Tarragona.
I maj 2019 tävlade El-Bouchti i 53 kg-klassen vid VM i Manchester, där hon blev utslagen i kvartsfinalen av brittiska Aaliyah Powell. I augusti 2019 tog El-Bouchti silver i 53 kg-klassen vid afrikanska spelen i Rabat efter en finalförlust mot nigerianska Chinazum Nwosu.

### 2021–2023
I juni 2021 tog El-Bouchti guld i 49 kg-klassen vid afrikanska mästerskapen i Dakar efter att ha besegrat ivorianska Bouma Coulibaly i finalen. Följande månad tävlade El-Bouchti i 49 kg-klassen vid OS i Tokyo, där hon blev utslagen i åttondelsfinalen av sydkoreanska Sim Jae-young.
I juli 2022 tog El-Bouchti guld i 53 kg-klassen vid afrikanska mästerskapen i Kigali efter att ha besegrat tunisiska Ouhoud Ben Aoun i finalen. Följande månad tog hon silver i 53 kg-klassen vid Islamic Solidarity Games i Konya efter en finalförlust mot iranska Nahid Kiani. I november 2022 tävlade El-Bouchti i 53 kg-klassen vid VM i Guadalajara, där hon blev utslagen i sextondelsfinalen av sydkoreanska Park Hye-jin.
I juni 2023 tävlade El-Bouchti i 53 kg-klassen vid VM i Baku, där hon blev utslagen i kvartsfinalen av ryska Tatjana Minina. I november 2023 försvarade El-Bouchti sitt guld i 53 kg-klassen vid afrikanska mästerskapen i Abidjan efter att ha besegrat ivorianska Bouma Coulibaly i finalen.

### 2024–
I mars 2024 tog El-Bouchti brons i 53 kg-klassen vid afrikanska spelen i Accra. Hon var även en del av Marockos lag som tog guld i den mixade lagtävlingen.